# Phantomery Interactive
Phantomery Interactive («Фабрика фантомов») — частная компания по разработке компьютерных игр, мультимедийных и арт-проектов. Студия базируется в Санкт-Петербурге.

## История
Студия Phantomery была основана в 2005 году. В мае 2008 года был издан игровой проект Sublustrum (Сублюструм), который разрабатывался студией в течение полутора лет. Sublustrum — компьютерная игра в жанре квест, сочетающая традиции классических компьютерных квестов с авангардным подходом к стилизации и сюжету. На КРИ 2008 Sublustrum получил награды «Лучшая приключенческая игра» и «Лучшее звуковое оформление», а также был назван лучшим квестом года по версии журналов Игромания и Навигатор Игрового Мира.
Для Sublustrum был разработан собственный графический движок Panopticum Engine, который предназначен специально для игр в жанре квест; также может использоваться для создания мультимедийных путеводителей, обучающих программ, энциклопедий и графических интерьерных презентаций.

## Игры
- Sublustrum (2008)
- Фобос 1953 (2010)
- Карантин (заморожен)